# تبغ كانفديش
تبغ كانفديش هو تبغ تتم معالجته حراريا بالنار أو بالبخار ثم يتم تعريضه لضغط عال من أجل إنتاج طعم حلو بملمس رطب. تتضمن الأصناف الأمريكية والهولندية والدنماركية إضافة المنكهات؛ في حين أن كانفديش البريطاني، معروف بأنه غير محلى أو غير منكه، كانفديش يبرز السكريات الطبيعية في التبغ من خلال الضغط المطبق أثناء عملية التحضير. تم تسمية تبغ كانفديش على اسم السير توماس كانفديش.
أنواع أوراق التبغ الأكثر استخدامًا لإنتاج تبغ كانفديش هي فرجينيا وبيرلي.
تشمل المنكهات السكر والكرز والقيقب والعسل وعرق السوس والشوكولاتة وجوز الهند والرم والفراولة، والفانيليا، والجوز، والبوربون.

## العملية
بعد المعالجة، يتم تبخير تبغ كانفديش ثم ضغطه في كعكة بسمك 2.5 سم (1 بوصة). ثم يتم تسخين الكعكة باستخدام النار أو البخار، مما يسمح للتبغ بالتخمر. بعد ذلك، يتم تقطيع الكعك المخمر إلى شرائح وتعبئته في أنابيب (برميل خشبي كبير). أخيرًا، يمكن إضافة النكهة قبل ضغط الأوراق مرة أخرى. يستخدم كانفديش الإنجليزي مداخن داكنة أو فيرجينيا المعالجة بالنار، والتي يتم تبخيرها ثم تخزينها تحت الضغط للسماح لها بالعلاج والتخمر لعدة أيام أو أسابيع.